# Karl L. Lundberg
Karl Ludvig Lundberg, född 21 september 1851 i Nyköping, död 23 april 1928 i Stockholm, var en svensk företagare, grundare av varuhuset K.M. Lundberg.
Karl Lundberg var son till Karl Magnus Lundberg, som drev en garnhandel i Nyköping. Senare öppnades en filial i Stockholm och 1868 flyttade familjen dit. Karl Lundberg genomgick 1870-1871 Frans Schartaus Handelsinstitut. 1874 avled fadern och modern kom att överta rollen som innehavare av rollen som affärsinnehavare även om Karl kom att arbeta där. 1881 tog han dock formellt över firma K M Lundberg. Lundberg sysslade då med engrossförsäljning och egen tillverkning av trikåvaror. Från 1880-talet öppnade Lundberg en bosättningsaffär vid Storkyrkobrinken i Gamla stan, och startade senare även filialer på Drottninggatan och vid Stureplan. Lundberg hörde till de första att införa fasta priser utan prutmån i sina affärer.
I takt med att butikerna ökade ökade Lundberg även sin verksamhet genom att starta tapetserar- och sängjusteringsverkstäder och ateljéer för linnevävnad och damkläder. I takt med att Gamla stan förlorade sin roll som köpcentrum valde Lundberg att flytta sin verksamhet och koncentrera den till ett hus, och köpte 1896 köpte han de så kallade Almska fastigheterna vid Stureplan och kunde 1898 inviga sitt nya varuhus, som idag är känt som Johnsonlinjens hus.
1901 ombildades K M Lundberg till aktiebolag. Karl Lundberg satsade under denna tid på att konsolidera firman som en exklusiv bosättningsaffär för de mer välbeställda stockholmarna. Redan samma år kontaktades han dock av Josef Sachs om ett sammangående med hans firma Joseph Leja och redan i början av 1902 var ett avtal om samgående klart. Förhandlingarna sköttes av Karl Lundbergs svärson Carl Frisk. Josef Sachs gick in med 1,25 miljoner och Karl Lundberg med 1 miljon i det nya företaget. Karl Lundberg var 1902-1912 VD för det nya företaget och samtidigt styrelseledamot. Han var även under samma tid Vd för AB Nordiska kompaniets verkstäder och i AB Nordiska kompaniets filialer. Till en början fungerade samarbetet mellan Lundberg och Sachs bra. Sachs var den initiativrike entreprenören medan Lundberg stod för stabiliteten i firman. Efterhand blev dock slitningarna mellan de båda större i takt med att Sachs önskan att expandera firman blev alltmer påtagliga. När Sachs 1911 meddelade sitt beslut att låta uppföra det nya NK-huset vid hamngatan beslutade Lundberg sig för att lämna bolaget och 1912 sålde han sina aktier och lämnade alla poster inom firman.
Karl Lundberg var även ledamot av styrelsen för Stockholms borgarskola 1906-1928, varav 1919-1925 som vice och 1925-1928 som ordinarie ordförande, ledamot av styrelsen för Stockholms stads sparbank 1906-1928, ledamot av styrelsen för Ränte- och kapitalförsörjningsanstalten 1906-1928, ledamot av styrelsen för Stockholms skiljenämnd för handel, industri och sjöfart 1907-1919, VD för AB Stureplan 1907-1928, ledamot av borgerskapets 50 äldste i Stockholm 1911-1928, ledamot av överstyrelsen för Prins Carls uppfostringsinrättning för fattiga barn 1911-1928, ledamot av styrelsen för Stockholms grosshandelssocietets och skepprederiernas deputerade 1912-1928, ledamot av styrelsen för Föreningen för välgörenhetens ordnande 1912-1928 och kassaförvaltare där 1913-1928, ledamot av Stockholms arbetslöshetskommission 1914-1918, handelskunnig ledamot av Stockholms rådhusrätt 1914-1928, ledamot av direktionen för Danviks hospital 1917-1920, ledamot av Stockholms handelskammares skiljenämnd 1917-1928, ledamot av Sophiahemmets råd 1917-1928, kassaförvaltare för Sophiahemmets ålderdomshem Solhem 1919-1927, ledamot av direktionen för Stockholms borgerskaps änkehus 1919-1928, skattmästare i stiftelsen Isaak Hirschs minne, ledamot av styrelsen för Stockholms konsertförening 1922-1924 och vice ordförande där 1922-1923, ledamot av styrelsen för Frans Schartaus handelsinstitut, vice ordförande i Föreningen för de blindas väl samt revisor i Svenska fattigvårdsförbundet.